# Charlie musi umrzeć
Charlie musi umrzeć (ang. Charlie Countryman) – amerykańsko-rumuński komediodramat z 2013 roku w reżyserii Frederika Bonda, będący jego pełnometrażowym debiutem. Film miał swoją premierę 21 stycznia 2013 roku podczas Sundance Film Festival. W rolach głównych wystąpili Shia LaBeouf, Evan Rachel Wood, Mads Mikkelsen, Til Schweiger oraz Rupert Grint.

## Fabuła
Charlie Countryman (Shia LaBeouf) prowadzi normalne życie w Chicago do czasu, gdy umiera jego matka. Po jej śmierci nawiedza go duch zmarłej. Matka radzi mu, by udał się w podróż do Bukaresztu. W samolocie spotyka Victora, starszego mężczyznę, który wraca z Chicago z prezentem dla córki. Nowy znajomy Charliego w czasie lotu umiera i w kolejnych scenach, podobnie jak matka, nawiedza chłopaka jako duch i prosi go o dostarczenie prezentu dla córki.
Po przylocie na lotnisko Charlie spotyka Gabi – córkę Victora. Natychmiast zakochuje się w dziewczynie, wręcza jej prezent od ojca i odjeżdża taksówką. Niedługo potem spotykają się ponownie. Charlie oferuje jej pomoc. Dziewczyna jest zbyt roztrzęsiona, by podążać za ambulansem swoim samochodem. Charlie dowiaduje się, że Gabi gra na wiolonczeli w operze. W czasie drogi w ambulans uderza ciężarówka, ciało Victora wypada z ambulansu, Gabi odjeżdża innym pojazdem, zostawiając Charlie′ego w jej samochodzie. Charlie postanawia zostawić samochód w operze i poczekać na jej występ. Spotyka tam niezrównoważonego byłego męża Gabi – Nigela (Mads Mikkelsen), który okazuje się być niebezpiecznym gangsterem. Po spotkaniu z Gabi Charlie udaje się do hostelu. Poznaje swoich współlokatorów, Karla (Rupert Grint) i Luca (James Buckley). Pod wpływem narkotyków wdają się w konflikt z Darko – właścicielem nocnego klubu (Til Schweiger). Charlie dowiaduje się, że Darko jest przyjacielem Nigela, co dodatkowo pogarsza sytuację.
Charlie udaje się jednak na pożegnalne przyjęcie na cześć Victora w domu Gabi. Zjawia się na nim również Nigel. Okazuje się, że ojciec Gabi był w posiadaniu kasety z nagraniem przestępstwa, które popełnili Nigel i Darko. Charlie ogląda kasetę, co staje się kolejnym punktem na liście powodów, dla których Nigel postanawia go zabić. Nasyła on na niego swoich podwładnych. Odbywa się długi pościg po ulicach Bukaresztu, który kończy się schwytaniem Charliego. Dzięki podstępowi Gabi udaje mu się jednak przeżyć, a Nigel niespodziewanie popełnia samobójstwo.

## Obsada
- Shia LaBeouf jako Charlie Countryman
- Evan Rachel Wood jako Gabriella „Gabi” Ibanescu
- Mads Mikkelsen jako Nigel
- Til Schweiger jako Darko
- Rupert Grint jako Karl
- James Buckley jako Luc
- Ion Caramitru jako Victor Ibanescu
- Vincent D’Onofrio jako Bill
- Melissa Leo jako Kate
- Andrei Finti jako Bela

## Produkcja
Zdjęcia niemal w całości nakręcono w Bukareszcie.

## Odbiór filmu
W Polsce film nie wszedł do dystrybucji kinowej. Pojawił się jednak w obiegu DVD w dystrybucji Monolith Video. Redakcja portalu Onet Film określa film jako atrakcyjną wizualnie, tętniącą od elektronicznej muzyki współczesną baśń o banalnej miłości chłopaka i dziewczyny. Widowiskowe sceny slow motion i naiwny, groteskowy obraz stolicy Rumunii również dodają filmowi uroku.
Międzynarodowy odbiór filmu był znacznie szerszy, debiut Frederika Bonda nie zdobył jednak zbyt wielu pozytywnych recenzji. Stephen Holden w New York Times określił film jako katastrofę i skrytykował przedstawiony w filmie obraz Bukaresztu jako miasta płatnego seksu i przemocy. Również w Metacritic film otrzymał bardzo niską notę: 31/100.